# Synagoge (Homel)

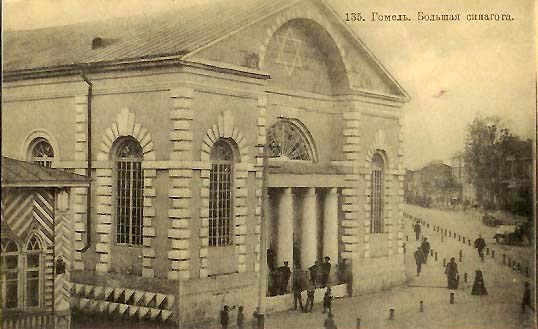
Synagoge in Homel (vor 1917)

Die Synagoge in Homel, der zweitgrößten belarussischen Stadt in der Homelskaja Woblasz, wurde von 1828 bis 1833 erbaut.
In Homel lebten viele jüdische Bürger, 29 % der Einwohner im Jahr 1939, von denen der überwiegende Teil von den deutschen Besatzern während des Holocausts ermordet wurde. Die Synagoge wurde in dieser Zeit zerstört.
Die Synagoge im Stil des Klassizismus wurde für die orthodoxe Gemeinde errichtet.